# Turbicellepora boreale
Turbicellepora boreale är en mossdjursart som beskrevs av Hayward och Hansen 1999. Turbicellepora boreale ingår i släktet Turbicellepora och familjen Celleporidae. Inga underarter finns listade i Catalogue of Life.